# Fundulidae
Fundulidae (Killivisjes) zijn een familie van straalvinnige vissen uit de orde van Tandkarpers (Cyprinodontiformes).

## Geslachten
- Adinia Girard, 1859
- Fundulus Lacépède, 1803
- Leptolucania G. S. Myers, 1924
- Lucania Girard, 1859